# ジェーン・トービル
ジェーン・トービル（Jayne Torvill、OBE、1957年10月7日 - ）は、イギリス出身の女性フィギュアスケートアイスダンス選手。1984年サラエボオリンピックアイスダンス金メダリスト。1981年、1982年、1983年、1984年世界フィギュアスケート選手権アイスダンスチャンピオン。パートナーはクリストファー・ディーン。

## 経歴
- 1971年、マイケル・ハッチェンソンと組み、イギリス選手権優勝。
- 1975年クリストファー・ディーンと組む。
- 1981年、1982年、1983年、1984年世界フィギュアスケート選手権優勝。
- 1984年サラエボオリンピックで金メダルを獲得。
- 1983-1984シーズンをもって現役引退。
- 1989年世界フィギュアスケート殿堂入り。
- 1990年、フィル・クリステンセンと結婚。
- 1993-1994シーズンのプロ解禁に伴い現役復帰、1994年リレハンメルオリンピックでは銅メダルを獲得。
- 1999年OBE叙勲。

## 主な戦績
- 戦績はクリストファー・ディーンと組んで以降。

| 大会/年      | 77-78 | 78-79 | 79-80 | 80-81 | 81-82 | 82-83 | 83-84 | 93-94 |
| ------------ | ----- | ----- | ----- | ----- | ----- | ----- | ----- | ----- |
| オリンピック |       |       | 5     |       |       |       | 1     | 3     |
| 世界選手権   | 11    | 8     | 4     | 1     | 1     | 1     | 1     |       |
| 欧州選手権   | 9     | 6     | 4     | 1     | 1     |       | 1     | 1     |

## その他
- 1984年サラエボオリンピックで、伝説的なプログラムのボレロによって、オリンピックで史上初めての9人のジャッジ全てから芸術点6.0満点の評価を受けた[1]。